# Alcántara (Càceres)
|  | «Alcántara» redirigeix aquí. Vegeu-ne altres significats a «Paulino Alcántara». |

Alcántara és un municipi de la província de Càceres, a la comunitat autònoma d'Extremadura (Espanya).

## Demografia
| 1.876 | 1.829 | 1.772 | 1.650 | 1.776 | 1.769 | 1.739 | 1.725 | 1.721 | 1.694 |

## Història
Fou l'antiga al-Kantara لقنطرة o al-Kantara al-Sayf, nom que va agafar per un pont romà de granit de l'any 105, de 6 arcs, que creua el Tajo al nord-oest de la vila. El pont va patir danys el 1213, 1809 i 1836 i fou restaurat entre 1860 i 1882 per Alejandro Millán. Al costat del pont hi ha un antic temple amb una inscripció del seu constructor Gai Juli Lacer, dedicada a Trajà i als déus.
Fou conquerida per Ferran II de Lleó el 1166, perduda el 1172 i recuperada per Alfons IX de Castella el [1213] i poc després (1214) fou donada a l'orde de cavallers de San Julián del Pereiro, creada el 1176 per defensar la frontera amb els musulmans, que s'hi va establir (1218) i va agafar el nom d'orde d'Alcántara. El 1397 fou assetjada pels portuguesos. El 1479 la reina Isabel la Catòlica i la duquessa Beatriu de Portugal es van entrevistar en aquesta ciutat per arranjar la pau entre Castella i Portugal. A la vila va nèxier el 1499 sant Pedro de Alcántara, franciscà i mestre de santa Teresa d'Ávila. L'abril del 1809 fou ocupada pel general francès La Piche;
En 14 d'abril de 1706, durant la guerra de Successió espanyola va caure en mans austriacistes quan el general portuguès António Luís de Sousa, Marquês das Minas va envair Castella des de Portugal per ocupar Madrid La batalla d'Alcántara de 1809 va enfrontar al mariscal francès Claude-Victor Perrin contra els portuguesos manats per Mayne, prop d'aquesta població.

## Persones il·lustres
- Pedro de Alcántara
- Pedro de Ibarra, arquitecte renaixentista
- Alonso Bravo de Montemayor, conquistador.
- Martín Fariñas, entrenador de bàsquet, (exACB, Cáceres i Fuenlabrada)